# 納撒尼爾·莫蘭
納撒尼爾·昆汀·莫蘭 （英語：Nathaniel Quentin Moran；1974年7月22日—）是美国律師、法學家和政治家，曾擔任德克萨斯州史密斯郡的郡法官。他是共和黨黨員，並在2022年美國聯邦眾議院選舉當選聯邦眾議員。